# Entoloma caliginosum
Entoloma caliginosum är en svampart som tillhör divisionen basidiesvampar, och som först beskrevs av Henri Romagnesi och Jules Favre, och fick sitt nu gällande namn av Marcel Bon och Régis Courtecuisse. Entoloma caliginosum ingår i släktet Entoloma, och familjen Entolomataceae. Arten har ej påträffats i Sverige.